# Zanthoxylum holtzianum
Zanthoxylum holtzianum är en vinruteväxtart. Zanthoxylum holtzianum ingår i släktet Zanthoxylum och familjen vinruteväxter.

## Underarter
Arten delas in i följande underarter:
- Z. h. holtzianum
- Z. h. tenuipedicellatum